# Poirots små grå celler
Poirots små grå celler (Engelska: Poirot Investigates) är en novellsamling skriven av den engelska författaren Agatha Christie och först publicerad i Storbritannien i mars 1924. Den första svenska utgåvan gavs ut 1974. I de elva berättelserna löser den berömde excentriske detektiven Hercule Poirot en mängd olika mysterier som involverar girighet, svartsjuka och hämnd. Den amerikanska versionen av denna bok, publicerad av Dodd, Mead and Company 1925, innehöll ytterligare tre berättelser.

## Handlingar

### Mysteriet med "Västerns stjärna"
Poirot får besök av Miss Mary Marvell, den berömda amerikanska filmstjärnan på besök i London. Hon har fått tre brev, överlämnade till henne av en kinesisk man, som varnar henne för att lämna tillbaka sin fantastiska diamantjuvel "Västerns stjärna" till den plats där den kom ifrån – det vänstra ögat på en avgud – före nästa fullmåne. Hennes man Gregory Rolf, som köpte den av en kinesisk man i San Francisco, gav Mary juvelen för tre år sedan. Paret ska bo på Yardly Chase, Lord och Lady Yardlys hem när månen är full nästa gång för att diskutera tillkomsten av en film där och Mary är fast besluten att ta med sin diamant. Både Poirot och Hastings minns societetsskvallret för tre år sedan som kopplade samman Rolf och Lady Yardly. Paret Yardly äger också en identisk diamant som kom från avgudens högra öga – Österns stjärna. Efter att Mary har gått går Poirot ut och Hastings får besök av Lady Yardly, som fått rådet att besöka Poirot av sin vän Mary Cavendish. Hastings drar slutsatsen att även hon har fått varningsbrev. Hennes man planerar att sälja deras juvel eftersom han är skuldsatt. När Poirot får reda på detta arrangerar han ett besök hos Yardly Chase och är där när ljuset släcks och Lady Yardly blir attackerad av en kinesisk man och hennes juvel blir stulen. Nästa dag blir Marys juvel stulen från hennes hotell i London. Poirot gör sina efterforskningar och återlämnar Yardlys juvel till dem.
Poirot berättar för Hastings att det aldrig funnits två juveler eller någon kinesisk man – allt var ett påhitt av Rolf. Tre år tidigare i USA hade han haft en affär med Lady Yardly och utpressade henne till att ge honom diamanten som han sedan gav till sin fru i bröllopspresent. Lady Yardlys juvel var en kopia som skulle ha upptäckts när hennes man sålde den. Hon började göra motstånd mot sin utpressare och Rolf arrangerade bedrägeriet mot sin fru som Lady Yardly kopierade när Hastings berättade för henne om hoten. Poirots hot lyckas övertala Rolf att ge tillbaka den riktiga diamanten och lämna familjen Yardly i fred.

### Tragedin på Marsdon Manor
Poirot blir ombedd av en vän, som är chef för Northern Union Insurance Company, att undersöka fallet med en medelålders man som dog av en inre blödning bara några veckor efter att ha försäkrat sitt liv för 50 000 pund. Det gick rykten om att Maltravers befann sig i en svår ekonomisk situation, och det har föreslagits att han betalade försäkringspremierna och sedan begick självmord till förmån för sin vackra unga hustru. Poirot och Hastings reser till Marsdon Manor i Essex där den döde mannen hittades på tomten, med ett litet gevär vid sin sida. De intervjuar änkan och kan inte hitta något fel. De är på väg därifrån när en ung man, kapten Black, anländer. En trädgårdsmästare berättar för Poirot att han besökte huset dagen före dödsfallet. Poirot intervjuar Black och får genom att använda ordassociationer reda på att han kände till någon som begick självmord med ett gevär i Östafrika när han var där.
Poirot kommer på att den här historien, som berättades vid middagsbordet dagen före tragedin, gav mrs Maltravers idén om hur hon skulle döda sin man genom att få honom att demonstrera för henne hur offret skulle ha stoppat pistolen i munnen och sedan tryckt på avtryckaren. En piga påstår sig se mr Maltravers stå i hallen; Strax efteråt slocknar plötsligt ljuset. Mr Maltravers dyker upp i rummet med pekfingret glödande och pekande på sin hustrus hand, som nu är täckt av blod. Skräckslagen erkänner hon mordet. Poirot avslöjar att han anlitade en skådespelare för att imitera offret och att han tog tag i mrs Maltravers hand för att märka den med fejkblod när ljuset slocknade.

### Äventyret med den billiga våningen
Hastings är hemma hos en bekant tillsammans med flera andra personer när samtalet kommer in på lägenheter och hus. Mrs Robinson berättar för sällskapet hur hon och hennes man har lyckats få en lägenhet i Knightsbridge till ett mycket attraktivt pris. Poirot blir intresserad och bestämmer sig för att undersöka saken. Portieren i lägenheten berättar för dem att familjen Robinson har varit där i sex månader, trots att mrs Robinson har berättat för Hastings att de just hade fått hyreskontraktet. Poirot hyr en annan lägenhet i byggnaden och med hjälp av kolhissen lyckas han ta sig in i familjen Robinsons lägenhet och fixa låsen så att han kan ta sig in när han vill. Kommissarie Japp berättar för Poirot att viktiga amerikanska flottplaner stals från landet av en italienare vid namn Luigi Valdarno som lyckades överlämna dem till en misstänkt spion för Japans räkning, Elsa Hardt, innan han dödades i New York. Hardt och en medbrottsling flydde sedan från USA till England.
Den natten när familjen Robinsons lägenhet är tom ligger Poirot och Hastings på lur och griper en annan italienare som har kommit för att döda Hardt och hennes medbrottsling som hämnd för Valdarnos död. De avväpnar mannen och tar honom till ett annat hus i London, som Poirot har verifierat som spionernas nya bostad. Paret hade hyrt lägenheten i Knightsbridge under namnet Robinson, men flyttade ut när de upptäckte att ett italienskt gäng var ute efter dem. Spionerna hyrde ut lägenheten billigt till ett riktigt par med samma namn vars fru ungefär stämde överens med Elsas beskrivning i hopp om att de skulle dödas i spionernas ställe. Hardt avslöjar var planerna finns innan italienaren försöker skjuta henne med en tom revolver och flyr. Japp arresterar spionerna och en agent från United States Secret Service återfår planerna.

### Mysteriet i Jaktvillan
Poirot och Hastings får besök av Roger Havering, andre son till en baronet som är gift med en skådespelerska. Mr Havering stannade på sin klubb i London föregående kväll och fick följande morgon ett telegram från sin hustru som sade att hans farbror Harrington Pace hade mördats föregående kväll och att han genast skulle komma med en detektiv. När Poirot inte är tillgänglig beger sig Hastings iväg med Havering till brottsplatsen.
Mr Pace, som är bror till Haverings mor, äger en jaktstuga på Derbyshires hedar. När Hastings och Havering anländer dit möter de chefskommissarie Japp som Scotland Yard har kallat. När Havering går iväg med Japp talar Hastings med hushållerskan Mrs Middleton, som berättar för honom att hon visade en svartskäggig man in i huset kvällen innan som ville träffa Mr Pace. Hon och Zoe Havering befann sig utanför rummet där de två männen satt och pratade när de hörde ett skott. Dörren till rummet var låst men de fann ett öppet fönster. När de kom in fann de Pace död, skjuten med en av de två pistoler som fanns utställda i rummet. Pistolen och mannen är nu försvunna.
Mrs Middleton skickar Zoe Havering för att träffa Hastings och hon bekräftar hushållerskans berättelse. Japp bekräftar Haverings alibi för hans tågtider till London och hans närvaro på klubben. Snart hittas den försvunna pistolen dumpad i Ealing. Hastings telegraferar till Poirot med fakta, men Poirot är bara intresserad av de kläder som bars av Mrs Middleton och Mrs Havering. Poirot ringer tillbaka för att arrestera Mrs Middleton på en gång, men hon försvinner innan detta hinner hända. Vid undersökning kan inga spår hittas av hennes existens, varken från agenturen som skickade henne eller hur hon kom till Derbyshire.
När Hastings är tillbaka i London ger Poirot Hastings sin teori – Mrs Middleton har aldrig existerat. Hon var Zoe Havering i förklädnad. Det är bara Havering som påstår sig ha sett de två kvinnorna tillsammans. Havering åkte till London med en av pistolerna som han dumpade och fru Havering sköt sin farbror med den andra pistolen. Japp är övertygad om teorin men har inte tillräckligt med bevis för att göra ett gripande. Familjen Havering ärver sin farbrors förmögenhet, men inte länge: de två omkommer snart i en flygolycka.

### Den stora obligationsstölden
Philip Ridgeways fästmö ber Poirot att rentvå hans namn i stölden av 1 miljon dollar i Liberty-obligationer som utfärdats av banken som han arbetar för. Ridgeway förklarar för Poirot att han hade fått i uppdrag av förvaltarna, Mr Shaw och Mr Vavasour (Ridgeways farbror), att transportera obligationerna med fartyg över Atlanten för försäljning i USA. De hade räknats ut i hans närvaro i London, förseglats i ett paket och placerats i hans koffert, som var försedd med ett lås till vilket endast han och direktörerna hade nycklar. Några timmar innan fartyget anlände till New York upptäckte Ridgeway att någon hade forcerat låset och stulit obligationerna. Fartyget och dess personal och passagerare genomsöktes grundligt, men inga spår av dem hittades. Efter stölden erbjöds obligationerna till försäljning i New York så snabbt att en mäklare påstod sig ha köpt några redan innan fartyget hade lagt till.
Efter att Vavasour uppger att Shaw precis har återhämtat sig från en släng av bronkit, reser Poirot och Hastings till Liverpool, där fartyget nyligen har återvänt från sin seglats. När Poirot får reda på att en äldre invalid bodde i hytten intill Ridgeways och nästan aldrig lämnade den, förklarar Poirot fallet löst och skickar en förklaring till Scotland Yard så att polisen kan gripa tjuven. Den skyldige är Shaw, som hade förberett ett dubblettpaket och gett det till Ridgeway före överfarten. Shaw hade skickat de riktiga obligationerna på ett snabbare skepp, med instruktioner till en medbrottsling att börja sälja dem strax efter att Ridgeway lagt till, och bordat Ridgeways skepp i förklädnad för att stjäla kopian (med hjälp av nyckeln han bar) och kasta den överbord. När han anlände till New York bokade Shaw en returresa med första tillgängliga fartyg så att han kunde nå London i tid för att etablera sin täckmantel.

### Äventyret med den egyptiska graven
Lady Willard, änka efter den berömde egyptologen Sir John Willard, konsulterar Poirot. Hennes man var arkeolog vid utgrävningen av farao Men-her-Ras grav tillsammans med en amerikansk finansman, Mr Bleibner. Båda männen dog inom fjorton dagar efter varandra, sir John av hjärtsvikt och mr Bleibner av blodförgiftning. Några dagar senare sköt Bleibners brorson Rupert sig själv och pressen är full av historier om en egyptisk förbannelse. Lady Willards son Guy har nu åkt till Egypten för att fortsätta sin fars arbete och hon fruktar att han kommer att dö härnäst. Till Hastings förvåning säger Poirot att han tror på vidskepelsens krafter och går med på att undersöka saken. Poirot ringer New York för att få information om Rupert Bleibner. Den unge mannen var på resa i Söderhavet och lånade tillräckligt med pengar för att ta sig till Egypten. Hans farbror vägrade att ge honom ett öre i förskott och brorsonen återvände till New York där han sjönk lägre och lägre och sedan sköt sig själv och lämnade ett självmordsbrev där det stod att han var spetälsk och utstött.
Poirot och Hastings reser till Egypten och ansluter sig till expeditionen bara för att upptäcka att det har skett ytterligare ett dödsfall i sällskapet, en amerikan genom stelkramp. När Poirot undersöker utgrävningen känner han ondskans krafter i rörelse. En kväll kommer en arabisk tjänare med en kopp kamomillte till Poirot. Hastings hör Poirot kvävas efter att ha druckit teet. Han hämtar expeditionskirurgen doktor Ames. Detta är dock en förevändning för att få in doktorn i deras tält där Poirot beordrar Hastings att hålla fast honom. Läkaren sväljer dock snabbt en dödlig cyanidkapsel.
Poirot förklarar att Rupert var Bleibners arvinge och att läkaren i hemlighet måste ha varit Ruperts arvinge. Sir John dog av naturliga orsaker. Hans död satte igång vidskepliga spekulationer. Alla antog att Ruperts vän i lägret var hans farbror, men så kan det inte ha varit eftersom de grälade så ofta. Trots att han inte hade några pengar återvände Rupert till New York, vilket visar att han hade en allierad i expeditionen. Detta var en falsk bundsförvant – läkaren, som berättade för Rupert att han hade fått spetälska i Söderhavet och att det måste vara en del av förbannelsen. Rupert hade bara ett normalt hudutslag. Efter att Dr Ames dödat sin farbror trodde Rupert att han var förbannad och sköt sig själv. Hans anteckning hänvisar till spetälskan, som alla antog var en metaforisk referens, inte ett verkligt tillstånd. Bleibner respektive amerikanen dödades också av läkaren, med hjälp av injektioner av bakteriekulturer.

### Juvelstölden på Grand Metropolitan
När de bor på Grand Metropolitan Hotel i Brighton träffar Poirot och Hastings det förmögna paret Opalsen. Fru Opalsen erbjuder sig att visa Poirot ett pärlhalsband, men upptäcker att det har blivit stulet när hon går för att hämta det på sitt rum.
Misstankarna faller på fru Opalsens hembiträde Célestine och hotellets kammarjungfru som fått i uppdrag att städa rummet. Célestine har order om att vara närvarande i rummet när kammarjungfrun är där men erkänner att hon två gånger gick ut en kort stund för att hämta saker från sitt eget angränsande rum. Båda kvinnorna beskyller den andra för stölden och polisen söker igenom dem båda men hittar inga spår av halsbandet på någon av dem. Poirot kommer fram till att tjuven under den tid det tog för Célestine att lämna och återvända inte kunde ha hittat fru Opalsens smyckeskrin, låst upp det, tagit halsbandet, låst om skrinet och lagt tillbaka det i byrålådan. Ett halsband hittas gömt i Célestines säng, men Poirot upptäcker att det är en förfalskning. Han och Hastings undersöker ett angränsande tomt rum och frågar ut en hotellbetjänt som tar hand om Opalsens rum, tvärs över korridoren från hans frus. Poirot visar upp ett kort för både kammarjungfrun och betjänten att undersöka, men ingen av dem erkänner att de har sett det förut.
Poirot återvänder plötsligt till London och rapporterar till Hastings och Opalsens följande kväll att fallet har lösts, halsbandet har återfunnits och tjuvarna arresterats. Kammarjungfrun och betjänten hade konspirerat för att stjäla halsbandet; När Célestine hade lämnat rummet tog kammarjungfrun lådan ur lådan, som hade smörjts in för att minimera oljudet, och gav den till betjänten som väntade i det tomma rummet bredvid. Han låste upp skrinet, tog halsbandet och gav det senare tillbaka till kammarjungfrun så att hon kunde lägga tillbaka det i byrålådan när Célestine hade gått igen. Kortet som Poirot lät dem hantera behandlades för att ge bra fingeravtryck, som han gav till Japp så att den senare kunde bekräfta parets identiteter som kända juveltjuvar och göra arresteringen på hotellet.

### Den kidnappade premiärministern
Under första världskriget uppmanar Hastings Poirot att diskutera ett mordförsök riktat mot David MacAdam, den brittiske premiärministern. Två högt uppsatta regeringstjänstemän anländer med en brådskande begäran om Poirots hjälp med att hitta MacAdam, som har kidnappats under en resa till Versailles för en hemlig fredskonferens. När han kom fram till Boulogne-sur-Mer i Frankrike hade han satt sig i vad han trodde var en tjänstebil som väntade på honom. Både denna bil och den riktiga bilen som skulle hämta honom hittades senare, utan några skador på vare sig föraren av den förre eller MacAdams sekreterare kapten Daniels; MacAdam har dock inte setts till sedan dess.
Det tidigare mordförsöket hade inträffat när han kördes tillbaka till London från Windsor Castle, åtföljd av Daniels och poliseskort. Hans bil svängde plötsligt av från huvudvägen och blev antastad av ett gäng maskerade män som sköt mot MacAdam och rispade honom på kinden när han stack ut huvudet genom fönstret. MacAdam stannade till vid en lokal sjukstuga för att få såret omplåstrat och fortsatte sedan sin resa till Frankrike. Bilen hittades senare i ett område som är känt för att frekventeras av tyska agenter, och dess förare – en polis vid namn O'Murphy – hade också försvunnit. Poirot och Hastings följer med en grupp detektiver till Boulogne, där Poirot hyser misstankar mot både Daniels och O'Murphy. När gruppen anländer till Frankrike insisterar Poirot på att de ska checka in på ett hotell istället för att leta efter MacAdam. Efter att ha funderat i fem timmar meddelar han att de måste återvända till England för att undersöka fallet ordentligt.
Tillsammans med Hastings och detektiverna gör Poirot förfrågningar på flera sjukstugor väster om London, och leder dem sedan till ett hus där polisen tar fram en kvinna och två män, varav en han identifierar som O'Murphy. Han låter den andre mannen föras till en flygplats och sätts på ett plan till Frankrike. Först nu känner Hastings igen honom som en oskadad MacAdam. Daniels hade iscensatt kidnappningen, oskadliggjort både MacAdam och O'Murphy, låtit två medbrottslingar ersätta dem och iscensatt både skjutningen och bortförandet av Boulogne. Poirots kontroll av sjukstugorna hade avslöjat att ingen patient hade kommit in den dagen för att få ett sår i ansiktet behandlat. Huset där MacAdam och O'Murphy hittades tillhörde den kvinna som de hade tagit med sig, en efterlyst tysk spion i förbund med Daniels. MacAdam når Versailles i tid för konferensen och hans kommentarer tas väl emot av publiken.

### Mr Davenheim försvinner
Poirot, Hastings och Japp diskuterar försvinnandet av en bankir, Mr Davenheim, från sitt lantställe tre dagar tidigare. Poirot hävdar att han kan lösa fallet på en vecka utan att lämna sin stol, så länge som relevanta fakta kommer till honom, och accepterar en vadslagning på fem pund från Japp för att göra det.
Davenheim hade lämnat huset på lördagseftermiddagen för att posta några brev. Han lämnade instruktioner om att Lowen, en besökare som han väntade, skulle visas in i arbetsrummet för att invänta hans återkomst. Davenheim återvände dock aldrig och inga spår av honom hittades. Polisen tillkallades på söndagen, och ett kassaskåp gömt i hans arbetsrum hittades uppbrutet och tömt på sitt innehåll – kontanter, obligationer och juveler – på måndagen. Lowen och Davenheim var kända för att stå på dålig fot med varandra och polisen har Lowen under uppsikt men har inte arresterat honom.
Poirot intresserar sig för det faktum att fastigheten har en sjö och ett båthus, och även för en ny bild av Davenheim som visar honom i långt hår och helskägg och mustasch. Nästa dag berättar Japp att polisen har hittat Davenheims kläder i sjön och arresterat Lowen, baserat på ett hembiträdes uttalande om att hon såg honom korsa området mot arbetsrummet samma dag som Davenheim försvann. Dessutom har en småbrottsling vid namn Billy Kellett arresterats. Han hade plockat upp och pantsatt Davenheims ring efter att en man kastat den i ett dike, använt pengarna för att supa sig full och misshandlat en polis. Poirot ber Japp att ta reda på om Davenheim och hans fru sover i separata sovrum. När han får reda på att de har gjort det i sex månader förklarar han fallet löst och uppmanar Japp att ta ut alla pengar han har satt in på Davenheims bank. Strax efteråt rapporteras bankens plötsliga kollaps i tidningar över hela London och en förbluffad Japp betalar vadet.
Davenheim hade systematiskt förskingrat pengar från banken och omvandlat en del av pengarna till obligationer och juveler för att underlätta transporten. Flera månader tidigare, under täckmantel av att åka utomlands i affärer, skapade han Kelletts identitet, ändrade sitt utseende och begick ett brott som gav honom ett tre månader långt fängelsestraff. Efter att ha släppts var han tvungen att bära peruk och lösskägg och sova i ett separat rum från sin fru för att hålla bedrägeriet dolt för henne. Han iscensatte det säkra inbrottet, flydde med innehållet innan Lowen anlände för att sätta upp honom, kastade sina vanliga kläder i sjön efter att ha bytt om vid båthuset och blev arresterad som Kellett för att undvika polisens granskning.

### Äventyret med den italienske adelsmannen
Poirot och Hastings är i sina rum med en granne, doktor Hawker, när läkarens hushållerska kommer med meddelandet att en klient, greve Foscatini, har ringt efter läkaren och ropat på hjälp. Poirot, Hastings och Hawker skyndar sig till Foscatinis lägenhet i Regent's Court. Hissföraren där känner inte till några problem. Fastighetsskötaren säger att grevens betjänt Graves gick en halvtimme tidigare utan några tecken på att något var fel. Lägenheten är låst men fastighetsskötaren öppnar den. Inuti hittar de ett bord dukat för tre personer med måltiderna klara. Greven är ensam och död – hans huvud krossas av en liten marmorstaty. Poirot är intresserad av resterna på bordet. Han frågar ut kökspersonalen högst upp i huset. De beskriver måltiden de serverade och de smutsiga tallrikarna som skickades upp till dem i servicehissen. Poirot verkar särskilt intresserad av det faktum att lite av tillbehöret och ingen av efterrätten åts, medan huvudrätten konsumerades helt och hållet. Han påpekar också att efter att ha ropat på hjälp i telefonen bytte den döende mannen ut luren.
Polisen anländer till lägenheten när Graves återvänder. Han berättar att de två middagsgästerna besökte Foscatini för första gången dagen innan. En av dem var en man i fyrtioårsåldern, signor Ascanio, och en yngre. Graves sade att han lyssnade på deras första samtal och hörde hotelser yttras; Sedan bjöd greven de två männen på middag nästa kväll. Graves berättar att Foscatini nästa natt oväntat gav honom ledigt efter middagen när portvinet hade serverats. Ascanio arresteras snabbt, men Poirot uppger tre saker av intresse: kaffet var mycket svart, tillbehöret och desserten var relativt orörda och gardinerna var inte fördragna. Den italienske ambassadören ger Ascanio ett alibi, vilket leder till misstankar om en diplomatisk mörkläggning och Ascanio förnekar att han känner Foscatini. Poirot bjuder in Ascanio till ett samtal och tvingar honom att erkänna att han visste att Foscatini var en utpressare. Ascanios morgonmöte var att betala honom de pengar han krävde av en person i Italien, transaktionen ordnades genom ambassaden där Ascanio arbetade.
Efter att Ascanio gått berättar Poirot för Hastings att Graves är mördaren och förklarar hur han resonerar. Graves råkade höra penningtransaktionen och insåg att Ascanio inte kunde erkänna förhållandet med Foscatini, vilket möjliggjorde stöld av den orättmätigt erhållna vinsten. Graves dödade Foscatini när han var ensam – det fanns aldrig några middagsgäster – och beställde sedan middag för tre och åt så mycket av maten han kunde; Men efter att ha ätit de tre huvudrätterna kunde han bara äta lite av tillbehören och inga av efterrätterna. Kaffe serverades för tre och dracks förmodligen, men Foscatinis lysande vita tänder visar att han aldrig drack sådana färgämnen. Slutligen visar de öppna gardinerna att Graves lämnade lägenheten före mörkrets inbrott och inte efter, vilket inte skulle ha varit fallet om Graves redogörelse var sann. Denna teori förs vidare till Japp, och när han undersöker saken visar det sig att Poirot har rätt.

### Testamentet som inte fanns
Poirot får besök av Miss Violet Marsh, vars farbror Andrew nyligen har dött. Han hade återvänt till England efter att ha gjort sig en förmögenhet i Australien och han motsatte sig häftigt hennes försök att skaffa sig en utbildning. Andrews testamente stipulerar att Violet får bo i hans hus i ett år under vilken tid hon måste "bevisa sin intelligens" för att ärva hans egendom. Om hon misslyckas ska den doneras till olika välgörenhetsinstitutioner. Poirot tolkar dokumentet som en utmaning att hitta något som Andrew har gömt på tomten – antingen en summa pengar eller ett andra testamente som utser Violet till arvinge.
Poirot och Hastings beger sig till huset och börjar leta. Poirot noterar att alla nycklar är prydligt märkta utom den till ett rullbord, som är märkt med ett smutsigt kuvert. Han frågar ut makarna Baker, Andrews tjänare, som uppger att de bevittnat ett testamente som han upprättat. Han sa dock att han hade gjort ett misstag och rivit sönder det och sedan skrivit om det med dem som vittnen igen. Andreew lämnade sedan huset för att göra upp några köpmäns räkningar. Poirot får reda på att Andrew har låtit bygga in ett lönnfack i muren i den öppna spisen, som visar sig innehålla de brända resterna av ett testamente.
En besegrad Poirot och Hastings påbörjar resan tillbaka till London, men Poirot insisterar plötsligt på att de ska lämna sitt tåg och återvända till huset. Väl framme tänder han en brasa i den öppna spisen, vecklar ut kuvertet som sitter fast på skrivbordsnyckeln och värmer det över lågorna. Det visar sig vara ett andra testamente skrivet med osynligt bläck, daterat efter det testamente som Violet fick och som lämnar Andrews kvarlåtenskap till henne. Andrew hade skrivit två kopior av testamentet som Violet fått, bränt och gömt den ena som ett knep och sedan skrivit den på kuvertet med en handelsman och hans fru som vittnen. Poirot kommenterar att även om Violet inte hittade testamentet själv, betydde hennes beslut att be om hans hjälp att hon hade överlistat Andrew i slutändan och därmed förtjänade sitt arv.

## Amerikansk version av boken
Den amerikanska utgåvan av boken, som publicerades ett år senare, innehöll ytterligare tre berättelser som inte dök upp i bokform i Storbritannien förrän 1974 i och med publiceringen av Poirots problem.
- Chokladasken
- Damen med slöjan
- Den försvunna gruvan

## Litterär betydelse och mottagande
Recensionen i The Times Literary Supplement den 3 april 1924 började med en varningens ton men blev sedan mer positiv:
"När vi i det första av herr Poirots äventyr finner en berömd diamant som har varit en guds öga och ett kryptiskt meddelande om att den kommer att tas från sin ägare 'vid fullmåne', är vi benägna att bli indignerade å vår käre gamle väns vägnar, Månstenen. Men vi har ingen rätt att göra det, för historien är ganska originell."
Recensionen beskrev vidare Poirot som "en alltigenom trevlig och underhållande person".
New York Times Book Review valde att recensera 1924 års brittiska utgivning av romanen i sin utgåva den 20 april samma år, i stället för att vänta på 1925 års Dodd, Mead-publikation. Den icke namngivna recensenten gillade boken men verkade anse att berättelserna var något klichéartade och inte helt originella, och gjorde flera jämförelser med Sherlock Holmes. Han började: "Agatha Christies hjälte... är traditionell nästan till karikatyr, men hans äventyr är underhållande och de problem som han reder ut skickligt trassliga i förväg." Han medgav att "det finns anledning att befara att en del av de bevis som [Poirot] samlar in skulle gå dåligt i brottmålsdomstolar" men avslutade med att säga: "Miss Christies nya bok är med ett ord för den lättaste läsningen. Men dess dragningskraft är avväpnande blygsam, och den kommer att behaga den stora allmänhet som njuter av berättelser om brott, men som tycker om att dess brott serveras på ett anständigt sätt."
The Observer skrev den 30 mars 1924:
"Novellen är ett hårdare test på deckarförfattaren än den fullvuxna romanen. Med gott om utrymme kan nästan vilken erfaren författare som helst stapla komplikation på komplikation, precis som vilken man som helst kan göra en förbryllande labyrint av ett tio tunnland stort fält. Men att packa in mystik, överraskning och en lösning i tre eller fyra tusen ord är att uppnå en bedrift. Det råder inget tvivel om miss Christies framgång i de elva berättelser (varför inte ett runt dussin?) som publiceras i denna volym. De har alla en spets och uppfinningsrikedom, och om herr Poirot är ofelbart och irriterande allvetande, ja, då är det detektivens uppgift i fiktionen.
Till skillnad från The New York Times jämförde recensenten några av berättelserna med Sherlock Holmes och drog slutsatsen:
"Vi hoppas att partnerskapet [mellan Poirot, Hastings och Japp] kommer att pågå länge och ge många fler berättelser som är lika spännande som dessa. Med En dos stryknin och denna volym på sin meritlista (för att inte tala om andra) måste miss Christie räknas till första ledet bland deckarförfattarna."
The Scotsman skrev den 19 april 1924:
"Man kunde ha trott att superdetektivens möjligheter för fiktionens syften nästan var uttömda. Fröken Agatha Christie har emellertid förlänat typen en ny vitalitet i sin Hercule Poirot, och i Poirots små grå celler berättar hon några fler om hans äventyr. Poirot är det mesta som den konventionella detektiven inte är. Han är gladlynt, galant, genomskinligt fåfäng, och den skicklighet med vilken han löser ett mysterium påminner mer om prestidigitatorns sätt än om den kallblodiga, obevekliga brottsspåraren i de flesta detektivhistorier. Han har en gallisk smak för det dramatiska, och Tragedin på Marsdon Manor ger han det kanske onödigt mycket spelrum, men i huvudsak är de elva berättelserna i boken behagligt befriade från det utstuderade påhitt som alltid är en viss brist i sådana berättelser. Poirot konfronteras med ett problem och Miss Christie är alltid övertygande i sitt sätt att visa hur han får en ledtråd och följer upp den.".
Robert Barnard anmärkte att detta var en av hennes "tidiga berättelser, skrivna i skuggan av Holmes och Watson". Hans kritik var att "Tricken är ganska repetitiva och problemen saknar variation".